# 安東尼內
安东尼内（羅馬化：Antoniny）是烏克蘭西部赫梅利尼茨基州赫梅利尼茨基區安东尼内市镇内的鎮及该市鎮之行政中心，始建於14世紀，面積4.6平方公里，2015年人口2,345人，人口密度每平方公里509.78人。

## 历史
安东尼内始建于14世纪，1593年曾被克里米亚鞑靼人烧毁。18世纪60年代，波兰贵族伊格纳季·马尔切夫斯基以他的妻子安东尼娅的名字命名这里。
1797年列強第三次瓜分波兰后，安东尼内属于俄罗斯帝国沃利尼亚省。1812年波兰贵族尤斯塔黑·埃拉兹姆·桑古什科曾在此建立起华丽的宫殿。
1898年，一家私人药房终于在这里开业，1913年一家小型医院开业，可容纳5张病床，有一名医生和一名护理人员服务。
1919年，安东尼内的宫殿在战火中被烧毁。宫中珍宝有的遗落民间，有的被运到华沙（这部分珍宝大多毁于1944年华沙起义）。
1930年，爆发反苏叛乱，旋即被镇压。1956年成为市级镇。
2020年7月，乌克兰调整行政区划，安东尼内随克拉西利夫區整体并入赫梅利尼茨基区。